# Muzeul Marc Chagall
Muzeul Național Marc Chagall este un muzeu național francez dedicat operei pictorului Marc Chagall - în esență operelor sale inspirate de religie - situat în Nisa, Alpes-Maritimes, Franța.

## Istorie
Muzeul a fost creat în timpul vieții artistului, cu sprijinul ministrului culturii, André Malraux, și inaugurat în 1973. Este, de asemenea, cunoscut sub numele de „Muzeul Național Marc Chagall Mesaj Biblic” („Musée national message biblique Marc Chagall”) deoarece găzduiește seria a șaptesprezece picturi care ilustrează mesaje biblice, pictate de Chagall și oferite statului francez în 1966. Seria ilustrează scene din Geneza, Exodul și Cântarea Cântărilor.
Chagall însuși a furnizat instrucțiuni detaliate despre crearea grădinii de către Henri Fish și a decis locul fiecărei opere în muzeu. Ordinea cronologică a lucrărilor nu a fost respectată. Chagall a creat mozaicul care are vedere la iaz și vitraliile albastre care decorează sala de concerte; el a dorit, de asemenea, să se organizeze o expoziție anuală pe un subiect legat de istoria spirituală și religioasă a lumii.
Pe măsură ce colecția a crescut, ceea ce fusese un muzeu care ilustra tema mesajului biblic a devenit un muzeu monografic dedicat operelor de inspirație religioasă și spirituală ale lui Chagall. În 1972, artistul a oferit muzeului toate schițele pregătitoare ale Mesajului Biblic, precum și vitraliile și sculpturile, iar în 1986, muzeul a achiziționat, în locul taxelor de moștenire, desenele complete și guașele pictate pentru a descrie Exodul și alte zece picturi, care includ tripticul numit Rezistență, Înviere, Eliberare. Alte achiziții au completat colecțiile muzeului, care are acum una dintre cele mai mari colecții de lucrări ale lui Marc Chagall.